# 佛跳牆
佛跳牆、もしくは仏跳牆（ぶっちょうしょう、フォーティャオチァン、パッチューチョン）は乾物を主体とする様々な高級食材を数日かけて調理する福建料理の伝統的な高級スープ。名前の由来は「あまりの美味しそうな香りに修行僧ですらお寺の塀を飛び越えて来る」という詞にあるとされる。

## 概要
ひとつの陶器の壺に十数種類から数十種類の乾物を主体とする高級食材と水を入れ、数時間から数日掛けて煮込み、もしくは蒸し煮して作られる。店ごとに、あるいは食べる者の予算により使われる食材と調理法が異なってくるため、必ずしも一定のレシピがあるわけではない。乾物の戻しなど、食材の下準備に2、3日〜1週間かかり、予算により中に入る食材が変わる料理であるため、通常は数日以上前に料理店への予約と予算を伝えることが必要である。
発祥地とされる中国福建省福州では、材料を入れた後、食材の香りを逃がさないように、壺に蓮の葉や薄紙で蓋をし、さらに陶器の蓋をして煮込む。食卓に載せる直前に香り付けで入れる仕上げの酒は、蓮の葉などの蓋に小さな穴を開けて、そこから流し込み、少し蒸らした後、食卓で蓋を取ると、えもいわれぬ様な美味そうな香りが出る。「この香りを嗅ぐと、戒律により精進料理しか食べられないと定められている僧侶（あるいは動かないはずの仏像）でさえも、壁を飛び越えて寺院から出てくる」というのが名前の由来とされる。
スープは油ぎっておらず透き通った見た目をしている。店によっては、豚の筋などを入れるため、とろみが出ている場合もある。材料のほとんどが乾物で、かつ動物性のものが主体のため、アミノ酸、核酸のうま味が濃縮されているが、朝鮮人参や枸杞子を加える場合もあるため、人によっては漢方薬のような臭いがあると感じる場合がある。
佛跳牆を食べられるおもな場所として現在では福建省福州の他、台湾と香港が有名である。福州では、元祖とされる聚春園菜館を始め、多くの高級レストランやホテルで、予約すれば食べる事ができる。台湾では直火で調理する福建式佛跳牆が、香港では広東スープの伝統手法のひとつである、壺ごと蒸篭で蒸して熱を加える広東佛跳牆がそれぞれに発展をしてきた。日本では高級中国料理店や横浜中華街で佛跳牆を食べることが出来る。多くの場合は予約が必要とされるが大衆向け、または観光客向けのレストランの中には、予約無しで提供可能な簡易的作り方の安価な佛跳牆を出す店もある。

## 歴史

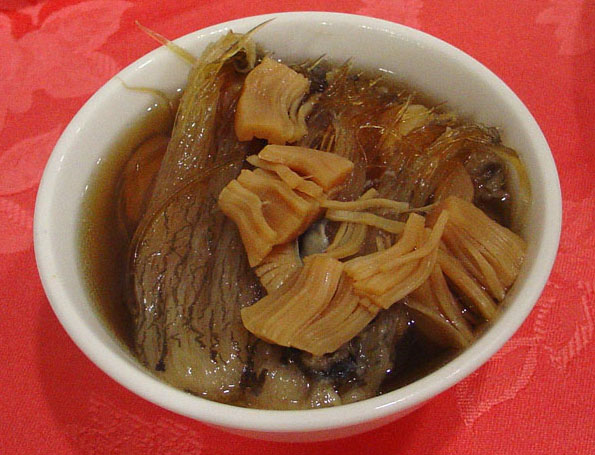
お椀に取り分けた台湾の佛跳牆。貝柱やフカヒレなど乾物が確認できる。

伝承によると、始まりは清代にさかのぼるといわれる。
当初、福州の役人が家で客をもてなすために用意した鶏肉、アヒル肉、豚肉など、20数種の材料に、紹興酒を加えて壺で煮込んだ肉料理がヒントになっているとされる。これを客として招かれた役人に同行した料理人の鄭春発が食べてうまさに惚れ、自分で研究改良した結果、多くの海産物の干物を加えると味が勝ることを見いだしたという。
鄭春発は1877年に福州市内に聚春園菜館を開いて、改良を続け、食客の間で有名になったという。中には文才のある秀才も客として訪れ、まだ正式な名称がなかったのを見て、「壜啓葷香飄四鄰、佛聞棄禅跳墻來」（壺を開けると葷香〈なまぐさ物の香り〉が四方に漂い、仏も嗅げば禅の道を棄てて壁を飛び越えてでも来る）という句を詠み、ここから「佛跳墻」という名前が付けられたという。

### 主な材料
使われる主な食材のほとんどが乾物である。油が出ないように、肉は赤身部分を用いる。必ずしも下記の全てが使われる訳ではない。

干しアワビ、干し貝柱、フカヒレ、サメの尾ヒレの付け根部分（魚唇）、魚の皮、魚の浮き袋、白子、干し海老、するめ、金華火腿などの中華ハム、干しナマコ、干しシイタケ、干しナツメ、鳩の卵、豚の筋、豚ヒレ肉、鶏胸肉、アヒル肉、朝鮮人参、干し竜眼、枸杞子、紹興酒、オイスターソースなど。

## 大衆文化での扱い
日本においては、漫画『美味しんぼ』に登場した料理の一つとして認知されており、ニュースサイト「ねとらぼ」による『美味しんぼ』に登場したメニューの中で食べてみたい料理の人気投票の中では1位にランクインしている。